# Steinsberg (Dietramszell)

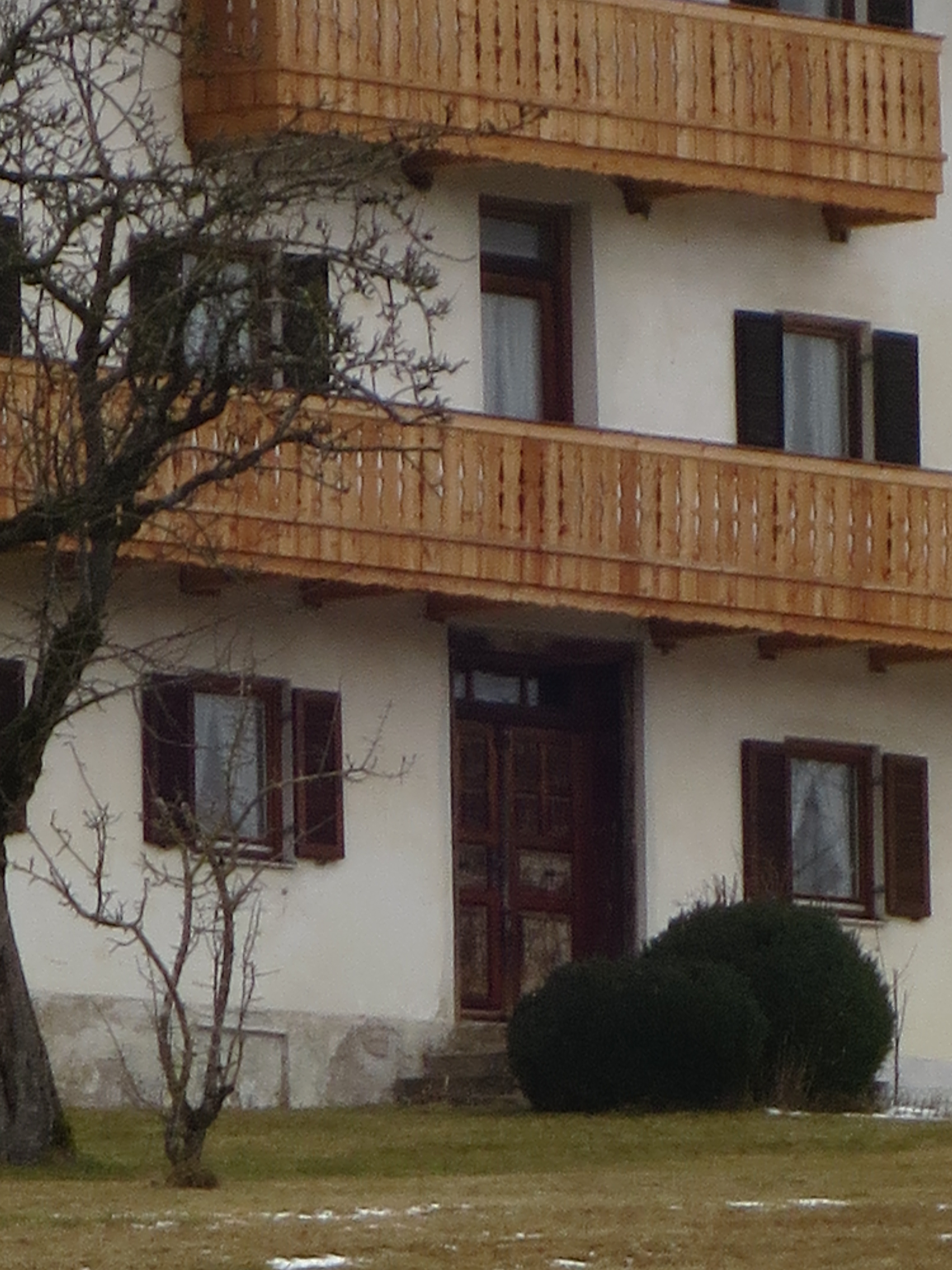
Denkmalgeschützte Haustüre

Steinsberg ist ein Ortsteil der Gemeinde Dietramszell im Landkreis Bad Tölz-Wolfratshausen (Oberbayern).

## Geografie
Die Einöde liegt etwa sechs Kilometer westnordwestlich von Dietramszell auf 701 m über NN in der Gemarkung Föggenbeuern.

## Einwohner
1871 wohnten im Ort zehn Personen, bei der Volkszählung 1987 wurden fünf Einwohner registriert.

## Gebietsreform in Bayern
Der Ort gehörte zur Gemeinde Föggenbeuern, die sich am 1. Januar 1972 mit Baiernrain, Dietramszell, Linden und Manhartshofen zusammenschloss. Als Namen für die neue Gemeinde bestimmte die Bürger-Mehrheit Dietramszell.

## Baudenkmäler
In die Denkmalliste ist lediglich die Haustüre des Einödhofes eingetragen.
Siehe: Eintrag in der Denkmalliste.